# وحدات التخزين الخارجية
وحدات التخزين الخارجية (بالإنجليزية: External Storage Units)‏، هي وحدات تستخدم في الحاسوب لتخزين كميات من البيانات والبرامج بصفة دائمة ولمدة طويلة، حيث أن محتواها لا يُمحى مباشرةً والبيانات الموجودة غير متطايرة. وهي وحدات مساعدة لوحدات التخزين الداخلي. إذ انها وحدة أو جهاز آلي أو وسيط يستخدم لتخزين البيانات بحيث تكون قابلة للاسترجاع عند الطلب. أي عملية تسجيل البيانات على ذاكرة أو وسيط آلي بحيث تكون قابلة للاسترجاع بواسطة الحاسوب.
أسهل طريقة للتفرقة بين وحدة التخزين الداخلي والخارجي هي معرفة سبب تخزين البيانات فيه، فالبيانات موجودة في وحدة التخزين الرئيسية الداخلية عندما تكون لغرض المعالجة، أما البيانات في وحدة التخزين الخارجي موجود إلى أن يكتب عليها بالبيانات الجديدة أو تمسح. ويتم الوصول إليها عند الحاجة، فهي لحفظ الملفات حيث تخزن فيه الملفات لحين الحاجة.

## أنواع وحدة التخزين الخارجية
وحدات التخزين متعددة ومختلفة ومن أهمها: أشرطة التخزين الممغنطة وأقراص التخزين الممغنطة والأقراص الضوئية

### أشرطة التخزين الممغنطة
الشريط الممغنط هو شريط مصنوع من البلاستيك مغطى بطبقة من مادة قابلة للمغنطة. تعرض وتسجل المعلومات على الشريط الممغنط بواسطة وحدة تشغيل الشرائط المغناطيسية بالنسبة للحاسبات المركزية و بواسطة وحدة الشرائط الخرطوشة "الكارتريدج“ بالنسبة للحاسبات الشخصية. كذلك توجد مشغلات أشرطة مستقلة تعمل مع الحاسبات الشخصية لتخزين النسخ الاحتياطية Tape Backup تستخدم الأشرطة الممغنطة لمهمتي الإدخال والإخراج بالإضافة إلى التخزين

### أقراص التخزين الممغنطة
وهي نوعان الأقراص المرنة والأقراص الصلبة

#### الأقراص المرنة
الأقراص المرنة هي قطع بلاستيكية دائرية و مسطحة الشكل. السطح الخارجي منها مقسم إلى مسارات Tracks دائرية متحدة المركز والمسارات مقسمة إلى قطاعات Sectors وكل قطاع يستطيع تخزين كمية معينة من البيانات. الأقراص المرنة عبارة عن أسطوانة واحدة يتم التسجيل عليها أو القراءة منها بطريقة مغناطيسية إما على وجه (40 مسارًا) أو على وجهين (80 مسارًا) بحسب نوع القرص.
وتنقسم الأقراص المرنة:
حسب حجمها إلى 5.25 و3.5 بوصة و حسب كثافتها إلى كثافة عادية Single Density وكثافة مزدوجة Double Density وكثافة عالية High Density من حيث التسجيل ويسجل عليها بوجه أقراص ذات وجه واحد Single Side وأقراص ذات وجهين Double Side .
وتصل سعة التخزين للأقراص المرنة إلى
أقراص ذات وجهين وكثافة مزدوجة DS DD قرص 5.25 بوصة 360 كيلو بايت وفرص 3.5 بوصة 720 كيلو بايت. ذات الوجهين كثافة عالية DS HD قرص 5.25 بوصة 1.2 ميجا بايت وقرص 3.5 بوصة 1.4 ميجابايت.

#### الأقراص الصلبة
تستخدم مع جهاز لإدارتها والتسجيل عليها أو القراءة منها يسمى جهاز القرص المرن أو جهاز تشغيل القرص أو السواقة Disk Drive لها بوابة يمكن فتحها وغلقها لإدخال القرص المرن وإخراج القرص الصلب. خصائص أو مميزات الأقراص الصلبة : الأقراص مقسمة إلى مسارات وكل مسار مقسم إلى قطاع .
البيانات تسجل على المسارات أو الحلق وكل مسار مقسم إلى 18 و6 قطاعات توجد أقراص مهيأة Formatted أو أقراص غير مهيأة. أي جاهزة أو منسقة لترتيب البيانات في مواقعها.
يمكن حماية البيانات من الكتابة عليها.
سرعة الوصول إلى المعلومة من خلال الوصول المباشر

## أسلوب التخزين والتعامل مع البيانات المخزنة
الشرائط: يجب قراءة جميع المعلومات المسجلة قبل هذه المعلومة حتى تصل إلى المعلومة المطلوبة. وهو ما يسمى بأسلوب العمل المتتالي Sequential operation
أما في الأقراص المرنة: فيسمح التعامل المباشر والوصول مباشرة إلى البقعة الممغنطة المسجلة على القرص حيث تخزين المعلومات وهو ما يعرف بأسلوب العمل المباشر Direct Access .

## أنواع وحدة التخزين الخارجية: الأقراص الصلبة
أقراص الصلبة Hard Disk عبارة عن قرص ممغنط مصنوع من مادة صلبة ويستخدم بمثابة وسيط آلي لتخزين البيانات موصوف بالصلابة لتميزه عن القرص المرن. وهو قرص مثبت في الحاسبات الشخصية داخل صندوق لحمايته من الأتربة والجو المحيط به كما يوجد نوع آخر متحرك.
يمتاز بسرعة دورانه فهو يدور بسرعة أكبر من القرص المرن حول محوره لديه طاقة تخزينية كبيرة وسرعة عالية في تداول المعلومات بينه وبين الأجزاء الأخرى في جهاز الحاسب الآلي. يحتوي القرص الصلب على عدة أسطوانات يتم التسجيل عليها بطريقة مغناطيسية عن طريق رؤوس تسجيل تسمى رؤوس القراءة والكتابة.
العوامل التي تؤثر في سرعة الأقراص الصلبة: متوسط زمن الوصول و هو الزمن اللازم لتحرك رؤوس القراءة والكتابة معا إلى منتصف القرص. معدل مرور البيانات و هو السرعة التي يتم بها قراءة البيانات من القرص وامررها على لوحة التحكم للقرص ومن ثم إلى الذاكرة الرئيسية للحاسب. أنواع الكروت المثبتة على مشغلات الأقراص معدل نقل البيانات أي كمية البيانات التي يمكن نقلها بين مشغل القرص و وحدة التشغيل المركزية تأثير سرعة الأقراص على البرامج سرعة تداول البيانات بين الأقراص ووحدة المعالجة المركزية لها تأثير كبير على أداء النظام لذلك يمكن زيادة سرعة أداء الأجهزة بشكل ملحوظ بتغيير القرص الصلب.

## أنواع وحدة التخزين الخارجية: الأقراص الضوئية
الأقراص الضوئية البيانات في الأقراص الضوئية تقرأ وتكتب باستخدام تقنية الليزر أو ما يعرف بتقنية التخزين الضوئي بأشعة الليزر أنواعها:
الأقراص الضوئية ما يعرف باسم الأقراص المضغوطة أو المدمجة CD- ROM – المخصصة للقراءة فقط وهو أشهر أنواع الأقراص الضوئية.
الأقراص المضغوطة تحمل 650 ميجا بايت من البيانات 250.000 ورقة ، أو أكثر من 7000 صورة ، أو 19 ساعة من الخطابة أو 72 دقيقة من التصوير السينمائي
الأقراص المدمجة WROM – المخصصة للكتابة مرة – والقراءة عدة مرات.
الأقراص المضغوطة المسجلة الأقراص الضوئية القابلة للمسح. أشهر أنواعها القرص المغناطيس الضوئي. فهذه التقنية تجمع بين التقنيتين وبذلك يمكننا الكتابة على الأقراص أكثر من مرة

## الفرق بين الأقراص الضوئية والأقراص المغناطيسية

### الأقراص الضوئية
لا يمكن إعادة التخزين عليها لا يمكن نسخ البيانات المخزنة عليها مرة أخرى حيث أن ثقوب أشعة الليزر تكون دائمة. ولا يمكن تعديل البيانات المسجلة
طاقة التخزين عالية 680 MB
تسجل وتقرأ البيانات بطريقة تسلسلية تحتاج إلى تنظيم ملفات معقد
أقل تأثير بالعوامل الخارجية الوصول إلى المعلومات أبطأ
عمرها الافتراضي أطول ، 10 سنوات

### الأقراص المغناطيسية
يمكن إعادة التخزين عليه بمغنطة القرص
يمكن مسح البيانات المسجلة عليها وإعادة تسجيلها
طاقتها التخزين أقل 1.20 5.25 و1.40 3.5
لا تحتاج إلى تنظيم ملفات معقد
أكثر تأثيراً بالعوامل الخارجية
سرعة الولوج إلى المعلومات عالية
عمرها الافتراضى أقصر ، 4 سنوات